# Adesione della Turchia all'Unione europea
     Unione europea
     Turchia

Unione europea
Turchia

L'Adesione della Turchia all'Unione europea è un obiettivo che si prefissò il governo turco fin dalla fine degli anni ottanta. La Turchia instaurò delle relazioni particolari dal 1963 quando la Comunità economica europea, predecessore dell'Unione europea, firmò il Trattato di associazione con lo stato turco chiamato Accordo di Ankara. Dal 2005 si rimandano i negoziati per la piena adesione della Turchia al consenso europeo.

## Storia

### L'Impero Ottomano e le riforme di Atatürk
Dalla sua nascita come stato indipendente dalle ceneri dell'Impero ottomano all'indomani della conclusione della prima guerra mondiale, la Turchia ha messo in atto una politica orientata ad un avvicinamento politico e culturale con l'Occidente.

Il territorio che attualmente corrisponde allo stato turco è stato tra le culle che hanno contribuito allo sviluppo della civiltà occidentale dal mondo antico fino al XV secolo, quando venne conquistato dall'Impero Ottomano che si estese su gran parte delle coste del Mar Mediterraneo, dal nord Africa fino ai Balcani, passando per il Medio Oriente, giungendo a minacciare direttamente anche Vienna.
Da quel momento, con il passare dei secoli, la cultura occidentale e la religione cristiana sono divenute sempre più minoritarie in Turchia, tenute in vita solo da minoranze più o meno maltrattate alle quali erano garantiti limitati diritti civili, che con il collasso dell'Impero ottomano vennero apertamente perseguitate. Si verificarono infatti numerosi massacri ai danni di armeni, cristiano assiri e greci. Ad assumere il controllo del paese all'indomani della dissoluzione dell'impero fu Mustafa Kemal Atatürk che avviò tra le altre cose un processo di trasformazione e modernizzazione della società, delle istituzioni e dei costumi, adottandone di stampo occidentale.
Atatürk impose l'adozione dell'alfabeto latino al posto di quello arabo-ottomano (osmanlıca), l'impiego del vocabolario turco (originale) dell'Asia centrale (proprio anche di paesi ad est della Turchia) è favorito rispetto a quello persiano ed arabo, per recuperare una lingua più vicina alle sue origini. Durante il periodo ottomano, infatti, la lingua turca si diceva avesse perso parte della sua ricchezza culturale tanto che molti documenti redatti in quell'epoca sono oggi illeggibili a chi non conosce a fondo la lingua di quel periodo che, oltre all'alfabeto arabo (modificato con l'aggiunta di alcuni grafemi essenziali per la pronuncia di alcuni fonemi turchi), adottava logicamente numerosi vocaboli di origine araba o persiana: lingue principali veicolari della cultura islamica cui si rifacevano i turchi stessi.
In realtà, a parte le pretese difficoltà di adeguare del tutto il turco a un alfabeto linguisticamente estraneo (l'arabo è una lingua semitica, mentre il turco è una lingua strutturalmente uralo-altaica, caratterizzata dal fenomeno dell'agglutinamento), fu la ferrea volontà ideologico-culturale di Atatürk di modernizzare il Paese e di avvicinarlo ai centri propulsori della cultura occidentale a portare alla decisione dell'adozione dell'alfabeto latino, anch'esso peraltro corretto da una non piccola serie di grafemi che - non diversamente da quelli arabi - erano necessari per poter trascrivere precisi fonemi tipici del turco, evitando anche la possibilità di equivoci col vasto e ormai acquisito patrimonio lessicale della lingua parlata. Un esempio sono i grafemi "ş" e "ğ", mentre alla "c" fu attribuito il suono della "g" dolce.
È stato introdotto un nuovo codice civile, ispirato a quello svizzero che, tra l'altro, ha reso facoltativo l'uso del fez (cappello musulmano tradizionale, chiamato tuttavia nei paesi arabi ţarbūsh) per gli uomini e del velo per le donne.
Si incoraggiò la popolazione ad adottare cognomi in sostituzione del nome unico di tradizione araba. A Mustafa Kemal il nome Atatürk (padre dei turchi) venne conferito dal parlamento.
Da quel momento gli imam furono scelti ufficialmente dal governo. I turchi adottarono inoltre le maniere di comportarsi e le mode europee (proseguendo in questo una tendenza partita già dal XVIII secolo), si introdussero riforme nella gerarchia dei sessi, arrivando a concedere il diritto di voto alle donne anche prima di alcuni paesi europei (Francia e Italia), si proclamò la domenica giornata di riposo, si abolì la poligamia, si sostituì il calendario musulmano con quello gregoriano e si stabilì la capitale ad Ankara.

### Avvicinamento e problematiche
Dai primi anni cinquanta si sono susseguiti periodici ampliamenti dell'Unione che hanno fatto passare il numero dei suoi membri dagli iniziali 6 ai 28 del 2013 con la Turchia che ha manifestato il suo desiderio di farne parte fin dagli anni sessanta.

Con l'Accordo di Ankara del 1963 ed il suo protocollo addizionale del 1970 si sono fissati gli obiettivi fondamentali dell'associazione tra la comunità e la Turchia, il rinforzo delle relazioni commerciali ed economiche e l'instaurazione dell'Unione Doganale in tre fasi. Uno degli obiettivi principali dell'accordo è stato la liberalizzazione della circolazione dei lavoratori, che non si è potuto ancora realizzare in pieno per ragioni prettamente socio-economiche.
Dopo un decennio di colloqui, il primo ministro turco Recep Tayyip Erdoğan, a partire dal 2003, ha messo in atto diverse misure riformiste per portare lo stato turco dentro i parametri imposti dall'Unione Europea e far entrare la Turchia come membro a pieno titolo dell'Unione. Tra le riforme si segnalano l'abolizione della pena di morte e il progresso nel riconoscimento dei diritti della minoranza curda.
Queste riforme, insieme ad altre, hanno spinto la Commissione Unione Europea a suggerire al Consiglio Unione Europea l'avvio dei negoziati. Non è possibile, comunque, prevederne la durata.
Gli ottimisti vedono nella Turchia importanti punti a favore, uno di questi è il sentimento diffusamente filo europeo della sua popolazione e l'appoggio di personaggi come Jacques Chirac e Tony Blair. Si calcola che all'atto dell'adesione definitiva, la popolazione musulmana dell'Unione Europea passerà dall'attuale 5% al 20%.
Per l'Organizzazione per la Cooperazione e lo Sviluppo Economico (OCSE), l'apertura dei negoziati renderà più dinamica l'economia del paese, incoraggiando anche gli investimenti stranieri.
Gli scettici (tra cui diverse associazioni umanitarie) rilevano invece come la salvaguardia dei diritti umani e civili in Turchia sia ancora insufficiente, come sia tuttora irrisolta la questione del coinvolgimento turco a Cipro (stato membro dell'UE), la cui parte settentrionale, sede della Repubblica Turca di Cipro Nord (internazionalmente riconosciuta solo dalla Turchia), fu oggetto nel 1974 di una secessione dalla parte meridionale a causa dell'invasione del nord dell'isola da parte dell'esercito turco, ancora oggi presente sull'isola (occupazione militare condannata dalla risoluzione ONU n.541 del 1983), e di come la minoranza curda sia tuttora repressa militarmente, culturalmente ed economicamente.
Un altro punto nodale per l'avvicinamento della Turchia all'Unione Europea riguarda il genocidio degli armeni e dei cristiano assiri, in Turchia infatti non solo questi genocidi non vengono riconosciuti, ma tramite l'articolo 301 del codice penale turco si persegue chi pubblicamente ne parla come è accaduto anche nei confronti del premio Nobel Orhan Pamuk. Recentemente si possono notare alcuni miglioramenti anche su questo fronte: una modifica dell'articolo 301 ha reso di fatto impossibile utilizzarlo per condannare chi affermi l'esistenza del genocidio armeno e ogni anno vengono autorizzate commemorazioni del genocidio a Istanbul a cui, oltre ai numerosi cittadini di origine armena, ne partecipano anche molti di origine turca.
Nel 2002 Il Presidente della Convenzione Europea Giscard d'Estaing rilevando le ancora forti differenze culturali, dichiara pubblicamente la sua decisa contrarietà all'entrata della Turchia nell'UE, sostenendo che un suo eventuale ingresso segnerebbe la fine dell'Unione europea rendendo impraticabile una vera integrazione politica (la Turchia diverrebbe lo stato più esteso e il secondo più popoloso dell'Unione), nella stessa circostanza Giscard d'Estaing fa inoltre notare come la Turchia non possa essere considerata un paese europeo avendo il 95% della propria popolazione e della superficie territoriale (oltre che la propria capitale) in un altro continente.
Nel 2006 l'economia turca è aumentata del 6% per poi soffrire della crisi economica del 2008 molto più degli altri paesi europei. Ciononostante ha mantenuto un tasso di crescita medio del 5,2% tra il 2002 ed il 2011, tanto che la Turchia viene sempre più spesso associata ai BRICS. La Francia ha imposto il proprio veto all'ingresso della Turchia nel'UE, subordinandolo al riconoscimento del genocidio armeno del 1915.

### Cronologia
- 18 aprile 1951: Firma del Trattato di Parigi che crea la Comunità europea del carbone e dell'acciaio (CECA) da parte di Repubblica Federale di Germania, Francia, Italia, Paesi Bassi, Belgio e Lussemburgo
- 12 settembre 1963: Firma del Trattato di associazione CE-Turchia (Accordo di Ankara)
- 1970 - Protocollo addizionale del Trattato di associazione.
- 14 aprile 1987: la Turchia presenta la sua candidatura per entrare nella CEE.
- 1º gennaio 1996: entra in vigore l'unione doganale tra UE e Turchia
- 10-11 dicembre 1999: il Consiglio europeo si riunisce ad Helsinki ed accetta la Turchia come paese candidato
- 6 ottobre 2004: la Commissione europea suggerisce al Consiglio dell'Unione europea di dare inizio ai negoziati per l'ingresso della Turchia nella UE
- 29 ottobre 2004: i membri del Consiglio UE firmano a Roma il Trattato che promulga una Costituzione europea, il cui progetto era stato approvato il precedente 18 giugno. Recep Tayyip Erdoğan firma in rappresentanza della Turchia
- 17 dicembre 2004 il consiglio UE concorda di iniziare i negoziati per l'adesione della Turchia a partire dal 3 ottobre 2005
- 3 ottobre 2005: con le riserve di Austria e Cipro, si dà inizio ai negoziati di adesione, condizionati al riconoscimento da parte turca della repubblica cipriota, all'abbandono dell'occupazione militare della parte settentrionale dell'isola e alla continuazione nel processo di riforme nel campo del diritto e delle libertà civili
- 12 giugno 2006: con la presidenza UE dell'Austria si bloccano alcuni capitoli dei negoziati di adesione, accogliendo la richiesta di Cipro ad includere un'ammonizione alla Turchia[12] affinché adempia a tutte le richieste sull'atterraggio e l'attracco di velivoli e navi provenienti dalla parte meridionale dell'isola; con l'estensione del blocco ad altri capitoli ed il suo venir meno per alcuni, di fatto da allora la conferenza per l'adesione lavora subordinatamente a quello che viene definito un "veto" alla sua piena conclusione[13].
- 12 febbraio 2013 - Il ministro francese Laurent Fabius annuncia che la Francia ha ufficialmente rimosso il veto sul capitolo 22 "Politica regionale/Coordinamento degli strumenti strutturali" e ne approva l'apertura.
- 25 giugno 2013 - Il Capitolo 22 viene ufficialmente aperto.
- 14 dicembre 2015 - Il Capitolo 17 "Economia/Politica monetaria" viene sbloccato e ufficialmente aperto.
- 30 giugno 2016 - Il Capitolo 33 "Disposizioni finanziarie e di bilancio" viene sbloccato e ufficialmente aperto.

## Progressi dei negoziati
Il 10 giugno 2015 il Parlamento europeo ha ammesso lo stallo di buona parte dei negoziati, in una risoluzione sul «Progress Report 2014» della Commissione europea per l'Allargamento: pur ponendo l'urgenza della ripresa del negoziato, il Parlamento ha dato conto dell'esistenza dei "veti" in sede di Consiglio UE ed ha vincolato la loro rimozione al rispetto di «parametri di apertura ufficiali» per i capitoli 23 e 24.
La questione si interseca anche con il progetto di revisione costituzionale in senso presidenzialista avanzato da Erdogan: a fronte della posizione di alcune frange dell'opposizione, si ritiene che il peso delle priorità europee - in tema di Stato di diritto e tutela dei diritti umani - potrebbe utilmente controbilanciare possibili sviluppi autoritari.
Le trattative per l’ingresso nell’Unione europea "si sono praticamente - anche se non formalmente - arenate (in undici anni sono stati aperti solo 16 capitoli negoziali su 33, mentre uno soltanto è stato chiuso): il che suona insopportabile per Ankara, quasi una sorta di “Trexit” che lascia la Turchia fuori dall’Unione Europea prima ancora di esserci entrata".
Dopo aver negli ultimi anni alzato la voce contro l’Occidente, utilizzando anche il blocco dei negoziati con l'UE, secondo Mariano Giustino di Radio radicale il presidente turco nel novembre 2020 «ha rinfrescato la sua iniziale agenda europeista. “Non immaginiamo per la Turchia alcun posto se non in Europa. Vogliamo disegnare il nostro futuro insieme all’Europa”, sono queste alcune espressioni pronunciate dal capo di stato turco in un discorso a una riunione del congresso provinciale del suo Partito della Giustizia e dello Sviluppo (AKP). “Ci aspettiamo che l’Unione europea mantenga le sue promesse, non discrimini e non sostenga posizioni ostili nei confronti del nostro paese”, aveva sottolineato».
| Capitoli dell'acquis                                             | Situazione iniziale                   | Situazione attuale                | Inizio Screening  | Completamento Screening | Capitoli bloccati | Capitoli sbloccati | Capitoli aperti  | Capitoli chiusi |
| ---------------------------------------------------------------- | ------------------------------------- | --------------------------------- | ----------------- | ----------------------- | ----------------- | ------------------ | ---------------- | --------------- |
| 1. Libertà di circolazione delle merci                           | Necessari ulteriori sforzi            | Senza attesa di grandi difficoltà | 16 gennaio 2006   | 24 febbraio 2006        | 11 dicembre 2006  | –                  | –                | –               |
| 2. Libertà di circolazione dei lavoratori                        | Molto difficile da adottare           | Notevoli sforzi necessari         | 19 luglio 2006    | 11 settembre 2006       | 8 dicembre 2009   | –                  | –                | –               |
| 3. Diritto di stabilimento/libertà di provvedere ai servizi      | Molto difficile da adottare           | Notevoli sforzi necessari         | 21 novembre 2005  | 20 dicembre 2005        | 11 dicembre 2006  | –                  | –                | –               |
| 4. Libera circolazione dei capitali                              | Necessari ulteriori sforzi            | Necessari ulteriori sforzi        | 25 novembre 2005  | 22 dicembre 2005        | –                 | –                  | 19 dicembre 2008 | –               |
| 5. Appalti pubblici                                              | Totalmente incompatibile con l'acquis | Necessari ulteriori sforzi        | 7 novembre 2005   | 28 novembre 2005        | –                 | –                  | –                | –               |
| 6. Diritto societario                                            | Notevoli sforzi necessari             | Allineamento completo             | 21 giugno 2006    | 20 luglio 2006          | –                 | –                  | 17 giugno 2008   | –               |
| 7. Diritto alla proprietà intellettuale                          | Necessari ulteriori sforzi            | Senza attesa di grandi difficoltà | 6 febbraio 2006   | 3 marzo 2006            | –                 | –                  | 17 giugno 2008   | –               |
| 8. Competitività                                                 | Molto difficile da adottare           | Necessari ulteriori sforzi        | 8 novembre 2005   | 2 dicembre 2005         | –                 | –                  | –                | –               |
| 9. Servizi finanziari                                            | Notevoli sforzi necessari             | Senza attesa di grandi difficoltà | 29 marzo 2006     | 3 maggio 2006           | 11 dicembre 2006  | –                  | –                | –               |
| 10. Società dell'informazione/Media                              | Necessari ulteriori sforzi            | Necessari ulteriori sforzi        | 12 giugno 2006    | 14 luglio 2006          | –                 | –                  | 19 dicembre 2008 | –               |
| 11. Agricoltura/Sviluppo rurale                                  | Molto difficile da adottare           | Necessari ulteriori sforzi        | 5 dicembre 2005   | 26 January 2006         | 11 dicembre 2006  | –                  | –                | –               |
| 12. Sicurezza alimentare/Politica veterinaria e fitosanitaria    | Molto difficile da adottare           | Necessari ulteriori sforzi        | 9 marzo 2006      | 28 aprile 2006          | –                 | –                  | 30 giugno 2010   | –               |
| 13. Pesca                                                        | Molto difficile da adottare           | Necessari ulteriori sforzi        | 24 febbraio 2006  | 31 marzo 2006           | 11 dicembre 2006  | –                  | –                | –               |
| 14. Politica dei trasporti                                       | Notevoli sforzi necessari             | Necessari ulteriori sforzi        | 26 giugno 2006    | 28 settembre 2006       | 11 dicembre 2006  | –                  | –                | –               |
| 15. Energia                                                      | Notevoli sforzi necessari             | Senza attesa di grandi difficoltà | 15 maggio 2006    | 16 giugno 2006          | 8 dicembre 2009   | –                  | –                | –               |
| 16. Tassazione                                                   | Notevoli sforzi necessari             | Necessari ulteriori sforzi        | 6 giugno 2006     | 12 luglio 2006          | –                 | –                  | 30 giugno 2009   | –               |
| 17. Economia/Politica monetaria                                  | Notevoli sforzi necessari             | Senza attesa di grandi difficoltà | 16 febbraio 2006  | 23 marzo 2006           | 25 giugno 2007    | 14 dicembre 2015   | 14 dicembre 2015 | –               |
| 18. Statistiche                                                  | Notevoli sforzi necessari             | Senza attesa di grandi difficoltà | 19 giugno 2006    | 18 luglio 2006          | –                 | –                  | 25 giugno 2007   | –               |
| 19. Politica sociale/Occupazione                                 | Notevoli sforzi necessari             | Necessari ulteriori sforzi        | 8 febbraio 2006   | 22 marzo 2006           | –                 | –                  |                  | –               |
| 20. Impresa/Politica industriale                                 | Senza attesa di grandi difficoltà     | Allineamento completo             | 27 marzo 2006     | 5 maggio 2006           | –                 | –                  | 29 marzo 2007    | –               |
| 21. Reti transeuropee                                            | Notevoli sforzi necessari             | Senza attesa di grandi difficoltà | 30 giugno 2006    | 29 settembre 2006       | –                 | –                  | 19 dicembre 2007 | –               |
| 22. Politica regionale/Coordinamento degli strumenti strutturali | Notevoli sforzi necessari             | Senza attesa di grandi difficoltà | 11 settembre 2006 | 10 ottobre 2006         | 25 giugno 2007    | 12 febbraio 2013   | 5 novembre 2013  | –               |
| 23. Magistratura/Diritti fondamentali                            | Notevoli sforzi necessari             | Necessari ulteriori sforzi        | 7 settembre 2006  | 13 ottobre 2006         | 8 dicembre 2009   | -                  | -                | –               |
| 24. Giustizia/Libertà/Sicurezza                                  | Notevoli sforzi necessari             | Necessari ulteriori sforzi        | 23 January 2006   | 15 febbraio 2006        | 8 dicembre 2009   | –                  | –                | –               |
| 25. Scienza/Ricerca                                              | Senza attesa di grandi difficoltà     | Allineamento completo             | 20 ottobre 2005   | 14 novembre 2005        | –                 | –                  | 12 giugno 2006   | 12 giugno 2006  |
| 26. Educazione/Cultura                                           | Necessari ulteriori sforzi            | Senza attesa di grandi difficoltà | 26 ottobre 2005   | 16 novembre 2005        | 8 dicembre 2009   | –                  | –                | –               |
| 27. Ambiente                                                     | Totalmente incompatibile con l'acquis | Notevoli sforzi necessari         | 3 aprile 2006     | 2 giugno 2006           | –                 | –                  | 21 dicembre 2009 | –               |
| 28. Consumatori/Tutela della salute                              | Necessari ulteriori sforzi            | Senza attesa di grandi difficoltà | 8 giugno 2006     | 11 luglio 2006          | –                 | –                  | 19 dicembre 2007 | –               |
| 29. Unione doganale                                              | Senza attesa di grandi difficoltà     | Senza attesa di grandi difficoltà | 31 January 2006   | 14 marzo 2006           | 11 dicembre 2006  | –                  | –                | –               |
| 30. Relazioni esterne                                            | Senza attesa di grandi difficoltà     | Allineamento completo             | 10 luglio 2006    | 13 settembre 2006       | 11 dicembre 2006  | –                  | –                | –               |
| 31. Politica estera/Sicurezza/Difesa                             | Necessari ulteriori sforzi            | Senza attesa di grandi difficoltà | 14 settembre 2006 | 6 ottobre 2006          | 8 dicembre 2009   | –                  | –                | –               |
| 32. Controlli finanziari                                         | Necessari ulteriori sforzi            | Senza attesa di grandi difficoltà | 18 maggio 2006    | 30 giugno 2006          | –                 | –                  | 26 luglio 2007   | –               |
| 33. Disposizioni finanziarie e di bilancio                       | Senza attesa di grandi difficoltà     | Necessari ulteriori sforzi        | 6 settembre 2006  | 4 ottobre 2006          | 25 giugno 2007    | –                  | 30 giugno 2016   | –               |
| 34. Istituzioni                                                  | -                                     | -                                 | –                 | –                       | 25 giugno 2007    | –                  | –                | –               |
| 35. Altri problemi                                               | -                                     | -                                 | –                 | –                       | –                 | –                  | –                | –               |
| Progressi                                                        |                                       |                                   | 33/33             | 33/33                   | 17/33             | 2/17               | 16/35            | 1/35            |